# Астафей, Алина
Алина Астафей (нем. Alina Astafei), урождённая Галина Астафей (рум. Galina Astafei; род. 7 июня 1969, Бухарест) — румынская и немецкая легкоатлетка, прыгунья в высоту. Серебряный призёр Летних Олимпийских игр (1992) и серебряный призёр чемпионата мира (1995).

## Карьера
В 1987 Астафей завоевала звание чемпиона Европы по лёгкой атлетике среди юниоров, а через год, на чемпионате в Садбери, она стала чемпионом мира среди юниоров. На летних Олимпийских играх в 1988 году в Сеуле она заняла пятое место в финале с результатом 1,93 метра. В 1992 году она завоевала бронзовую медаль на чемпионате Европы по лёгкой атлетике в помещении в Генуе и серебряную медаль на летних Олимпийских играх в Барселоне; результат на Олимпиаде был самым лучшим её достижением за сборную Румынии.
9 января 1995 года Астафей покинула Ассоциацию лёгкой атлетики Румынии, а 1 марта 1995 года она получила гражданство Германии. В 1995 году она выиграла чемпионат мира по лёгкой атлетике в помещении в Барселоне с результатом 2,01 м и заняла второе место на чемпионате мира 1995 года в Гётеборге с результатом 1,99 м, уступив Стефке Костадиновой. На летних Олимпийских играх в 1996 году в Атланте она заняла пятое место с результатом 1,96 м. В том же году она выиграла золото на чемпионате Европы по лёгкой атлетике в помещении в Стокгольме, а 1998 году выиграла бронзу на чемпионате Европы в Будапеште и серебро на чемпионате Европы в помещении в Валенсии. Её личный рекорд составляет 2,01 м, а в помещении — 2,04 м.
Астафей также занимала титул чемпиона Германии на соревнованиях на открытом стадионе в 1995, 1996, 1998 и 2001 годах и титул чемпиона Германии на соревнованиях в помещении в 1995, 1996, 1997 и 1998 годах.

## Семья
Отец Алины — бывший румынский прыгун с шестом Петре Астафей-старший. Первый муж — волейболист Алин Ставариу (в 1995 году Астафей и Ставариу развелись). Старший брат — регбист Петре Астафей-младший; он погиб в возрасте 22 лет во время румынской революции в 1989 году.
1 марта 1995 года Астафей получила немецкое гражданство, а позже сменила имя на Алина. В Германии она вышла замуж за прыгуна в высоту, участника Олимпийских игр 1996 и 2000 годов Вольфганга Крайсига. Имеет четверых детей.